# 클램윈

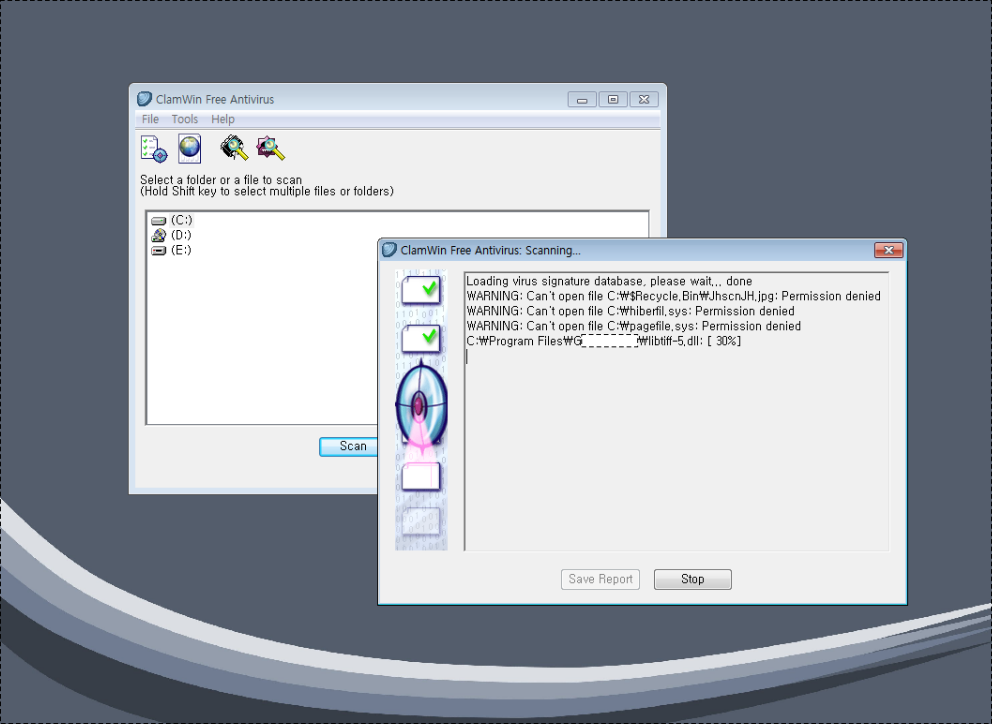
ClamAV 윈도우 버전

클램윈(ClamWin 또는 ClamWin Free Antivirus)은 시스코시스템즈의 공식 지원을 받는 ClamAV을 엔진으로 사용하는 클램 안티바이러스 (ClamAV)의 마이크로소프트 윈도우 버전으로, 0.1버전(2004년3월 27일 배포)부터 0.99.4버전(2018년3월14일 배포)까지 GNU GPL의 오픈소스및 실행파일을 무료로 공개해오고 있다.
클램 윈(ClamWin Free Antivirus)은 전세계 600,000명이 넘는 사용자가 매일 사용하는 광범위하게 체계화된 빠른 고성능의 바이러스 검사 소프트웨어이다.

## 하이 퍼포먼스

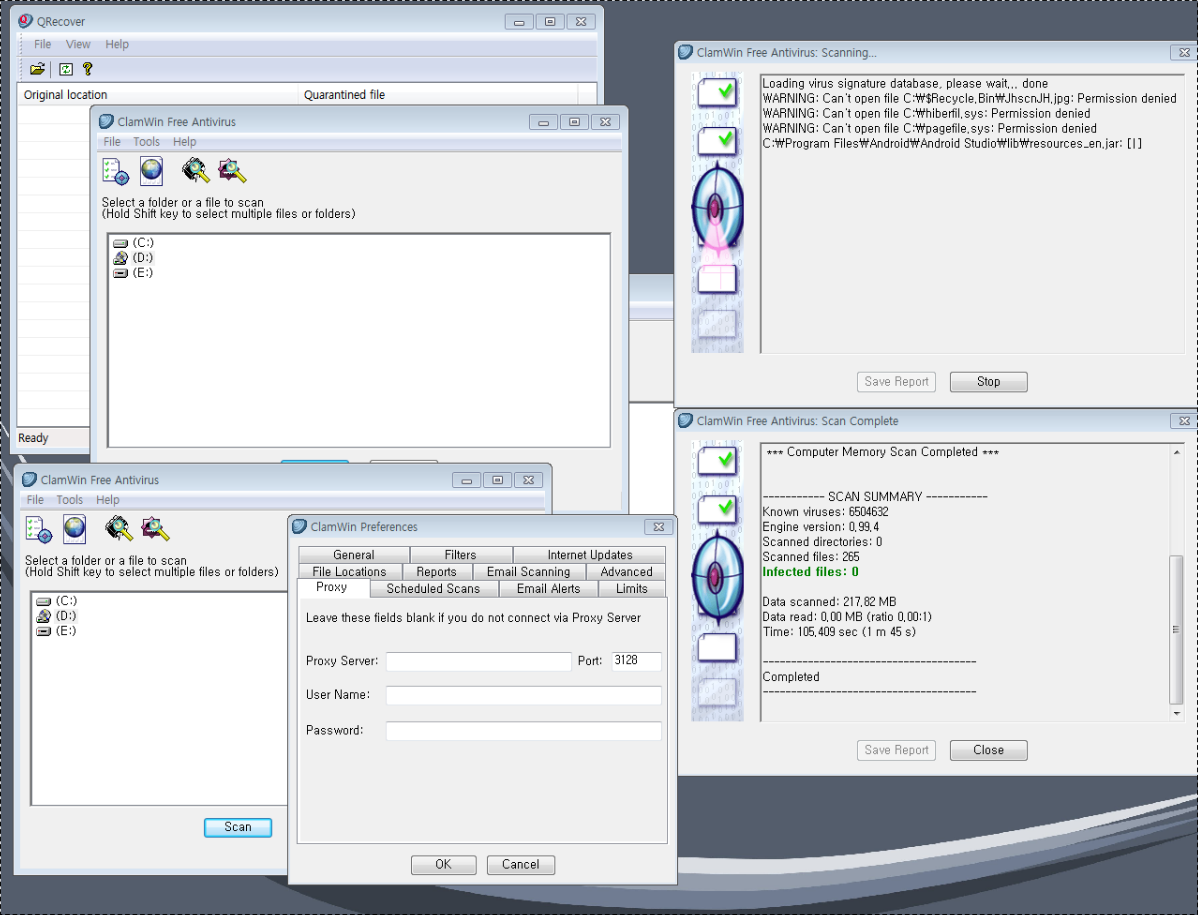
ClamWin의 전문가 기능

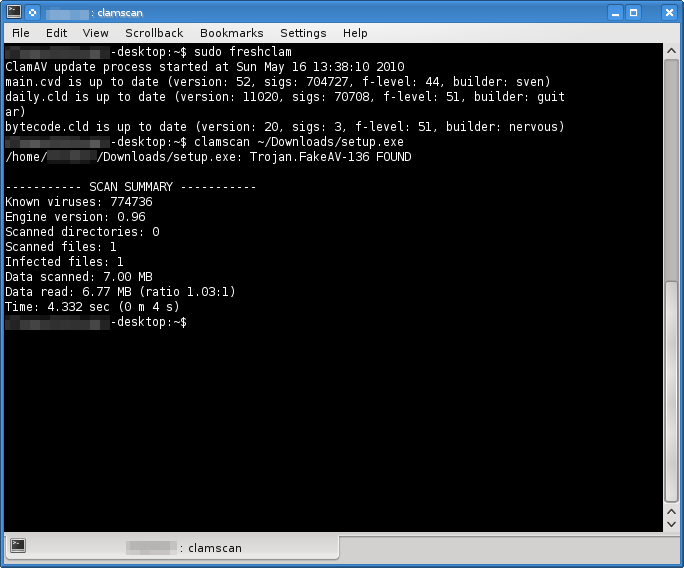
(리눅스)커맨드라인

- 안정성 - 멀티쓰레드(multi-threaded)
- 저부하 검사기능 - 커맨드 라인 지원[4]
- 광범위한 데이터베이스 - 최신자료 자동업데이트 기능 및 약650만개에달하는 데이터베이스
- ClamAV에 기반한 체계적인 DB - trojan 계열, viruses, malware, 스파이웨어, 악성코드등 기타 악의적인 위협에대한 광범위한 분석 자료를 포럼 및 데이터센터에서 관리하고 있다.[5]
- 메모리 및 프록시 및 스케줄 스캔 등 전문가용의 고급 기능이 제공된다.
- USB에서 사용 가능[6]
- Quarantine Browser - 격리 및 복구 스크립트를 작성할 수 있는 연동 프로그램

## 커맨드 라인
윈도우 명령 프롬프트에서 사용 예
- clamscan.exe --help
- clamscan.exe --database="C:\Program Files\ClamWin\db" --recursive C:\
- freshclam.exe –help

## 같이 보기
- 이뮤넷(Immunet)

## 참고 문서
1. ↑  https://sourceforge.net/projects/clamwin
2. ↑  “보관된 사본”. 2006년 12월 5일에 원본 문서에서 보존된 문서. 2018년 5월 13일에 확인함.
3. ↑  http://www.clamav.net/
4. ↑  (ClamWin Free Antivirus -Help Manual)Running a Virus Scan from the Command Line ClamWin can be run from the command line, from a batch file for instance. For a full list of parameters, navigate to the directory containing the executable files ("C:\Program Files\ClamWin\bin" on a default installation) and run clamscan.exe --help The database directory must be specified, using the --database=FILE/DIR parameter. In a default installation, the command to scan the entire C: drive would be: clamscan.exe --database="C:\Program Files\ClamWin\db" --recursive C:\ Note the use of the --recursive parameter to ensure that sub-directories are scanned. When run from the command line, a value will be returned, indicating whether or not a virus was detected. If no virus is found, the return value will be 0. If a virus is found, the return value is 1. Any other return value indicates an error.(Advanced Operation)
5. ↑  “보관된 사본”. 2018년 5월 13일에 원본 문서에서 보존된 문서. 2018년 5월 13일에 확인함.
6. ↑  “보관된 사본”. 2018년 5월 13일에 원본 문서에서 보존된 문서. 2018년 5월 13일에 확인함.